# Onna bakari no yoru
Onna bakari no yoru (女ばかりの夜, lit. "Uma noite cheia de mulheres"), é um filme japonês de drama de 1961 dirigido por Kinuyo Tanaka e com roteiro de Sumie Tanaka. Foi a segunda colaboração da diretora a da roteirista depois de trabalharem em Chibusa yo eien nare, de 1955.

## Sinopse
Kuniko, uma ex-prostituta que havia sido enviada para um reformatório seguindo a Lei de Prevenção à Prostituição do Japão, é libertada e tenta construir uma nova vida. Ela começa a trabalhar como empregada doméstica na casa dos Takagi, donos de uma mercearia. A senhora Takagi fica satisfeita com Kuniko no início, mas depois que ela descobre seu passado, ela começa a tratá-la com desdém. Kuniko se vinga disso seduzindo o Sr. Takagi enquanto sua esposa está visitando parentes. Sem dinheiro e sem lugar para dormir, Kuniko oferece seus serviços a um homem que se revela detetive, e ela é mandada de volta para o reformatório.
Kuniko é liberada novamente para trabalhar em uma fábrica. Ela decide ser franca sobre seu passado com suas colegas de trabalho, apenas para descobrir que elas próprias, também, oferecem ou já ofereceram serviços sexuais a outros homens. Sua colega Kimiko organiza um encontro entre Kuniko e três clientes, mas quando Kuniko afasta os homens com seu comportamento provocativo, ela é torturada e espancada por Kimiko e seus colegas. Kuniko retorna ao reformatório, cuja diretora, Sra. Nogami, confronta o dono da fábrica e as meninas envolvidas no incidente.
Kuniko começa a trabalhar no jardim de rosas do casal Shima. Ela gosta de seu trabalho e ganha o respeito de seus empregadores e de seu superior, Tsukasa, que eventualmente a pede em casamento. Enquanto Tsukasa visita sua família, o ex-cafetão de Kuniko aparece em seu apartamento e tenta convencê-la a trabalhar para ele novamente. A Sra. Shima entrega a Kuniko uma carta da mãe de Tsukasa que declara que não permitirá que seu filho se case com uma mulher que nem ela, dado seu histórico. O Sr. e a Sra. Shima dizem a Kuniko que são ligados a família de Tsukasa e que também não veem possibilidade de realização do casamento. Kuniko começa a chorar e desaparece logo em seguida.
Tsukasa retorna aos Shima e declara que ainda pretende se casar com Kuniko, mesmo que isso signifique que ele será renegado por sua família. Dona Nogami mostra a ele uma carta de Kuniko, na qual ela declara que sempre será grata por ter conhecido Tsukasa, e agradece por ter incentivado Kinuko a virar uma pessoa melhor. A última cena mostra Kuniko trabalhando como ama (mergulhador de pérolas) em Bōsō, Chiba.

## Elenco
- Chisako Hara como Kuniko
- Akemi Kita como Chieko
- Chieko Naniwa como Kameju
- Misako Tominaga como Yoshimi
- Kazue Tagami como Matsuko
- Chieko Seki como Koyuki
- Hisako Tahara como Ruko
- Noriko Sengoku como Shizuka
- Masumi Harukawa como Harada
- Mieko Hirabayashi como Yamashita
- Yōko Shinjō como Kishi
- Chikage Awashima como Sra. Nogami
- Sadako Sawamura como Kitamura
- Fumiko Okamura como Okada
- Kokinji Katsura como Tatsukichi Takagi
- Chieko Nakakita como Yoshi Takagi
- Kin Sugai como supervisor de fábrica
- Eijirō Sakauchi como Murata, o dono da fábrica
- Yoshiko Nogawa como Kimiko
- Kyōko Kagawa como Sra. Shima
- Akihiko Hirata como Sr. Shima
- Yōsuke Natsuki como Tsukasa Hayakawa
- Kiyomi Mizunoya como esposa do sacerdote do templo
- Hisaya Itō como homem do passado

## Legado
Onna bakari no yoru foi exibido como parte de uma retrospectiva sobre Tanaka na Japan Society, na cidade de Nova Iorque, em março de 1993.
Versões restauradas em 4K de Onna bakari no yoru foram apresentadas no Berkeley Art Museum e Pacific Film Archive, no Film at Lincoln Center em 2022 e no Harvard Film Archive em 2023.